# Cheops (Mahfuz)
Cheops (arabisch عبث الأقدار, DMG ʿAbaṯ al-aqdār ‚Spiel des Schicksals‘ bzw. حكمة خوفو, DMG Ḥikmat Ḫūfū ‚Cheops’ Weisheit‘) ist der erste Roman des ägyptischen Schriftstellers Nagib Mahfuz (1911–2006), im Original veröffentlicht 1939, auf Deutsch 2005 in Übersetzung von Doris Kilias, angesiedelt in der 4. Dynastie.
Er bildet zusammen mit Radubis (رادوبيس Rādūbīs, 1943, dt. 2006, 6. Dynastie) und Kampf um Theben (كفاح طيبة Kifāḥ Ṭība, 1944, engl. 2003, 15./17. Dynastie) eine Trilogie über das Alte Ägypten, später ergänzt durch Echnaton: Der in der Wahrheit lebt (العائش في الحقيقة al-ʿĀʾiš fī l-ḥaqīqa, 1985, dt. 1999, 18. Dynastie).

## Inhalt
Um König Cheops von seinen Zweifeln abzulenken, holt sein Sohn Hordadif den Zauberer Dedi an den Hof nach Memphis (Kapitel 1). Dieser prophezeit Cheops, dass keiner seiner Söhne, sondern der neugeborene Sohn des Hohen Priesters Mun-Ra ihm auf den Thron nachfolgen werde (Kapitel 2). Entschlossen dies nicht hinzunehmen, fährt Cheops mit Streitwagen zu Mun-Ra nach On (Kapitel 3). Mun-Ra gibt den Sohn seiner Dienerin Kata als sein eigenes Kind aus und nimmt sich das Leben; Kronprinz Rachuf tötet das Kind und dessen Mutter (Kapitel 5). Inzwischen ist Dadaf, der wirkliche Sohn des Priesters, mit seiner Mutter Rada Didit und der Dienerin Zaja im Ochsenwagen auf der Flucht. Bei einem Angriff von Beduinen bringt Zaja sich und das Kind in Sicherheit und lässt Rada Didit zurück (Kapitel 6). In Memphis muss sie erfahren, dass ihr Mann Karda, Arbeiter auf der im Bau befindlichen Pyramide des Cheops, bei einem Unfall ums Leben gekommen ist (Kapitel 7). Der verwitwete Bauverwalter Bascharu nimmt sich ihrer an; die beiden heiraten (Kapitel 8).
Dadaf verlebt eine glückliche Kindheit zusammen mit seinen älteren (Stief-)Brüdern Chana und Nafa und seinem Hund Gamurka. Währenddessen wird die Pyramide fertiggestellt, doch zweifelt Cheops immer mehr am ewigen Leben nach dem Tod und beschließt, in der Pyramide als Vermächtnis an das ägyptische Volk eine Weisheitslehre für das Diesseits zu verfassen (Kapitel 13). Chana wird Priester, Nafa Künstler und Dadaf selbst Soldat. Dadaf verliebt sich in das Porträt eines vermeintlichen Bauernmädchens, das Nafa gezeichnet hat; er findet das Mädchen, kann es aber nicht für sich gewinnen (Kapitel 15, 16). Nach sechsjähriger Ausbildung wird Dadaf in Rachufs Garde aufgenommen, wo er seinen Jugendfreund Sennefer wiedertrifft; das geliebte Mädchen stellt sich als Cheops Tochter Miri-Si-Anch heraus (Kapitel 18, 19).
Dadaf rettet Rachuf bei einer Jagd das Leben, steigt weiter auf und kommt Miri-Si-Anch näher. Bei einer Strafexpedition gegen Beduinen auf der Sinai-Halbinsel befreit Dadaf Rada Didit (Kapitel 29). Als Rada Didit und Zaja sich begegnen, wird Dadafs wirkliche Abstammung offenbar (Kapitel 31). Zugleich plant Rachuf eine Revolte gegen seinen Vater. Gemeinsam mit Sennefer vereitelt Dadaf Rachufs Anschlag auf Cheops (Kapitel 34). Obwohl Bascharu Cheops mit Dadafs Abstammung konfrontiert hat, wird Dadaf von Cheops zu seinem Nachfolger ernannt und heiratet Miri-Si-Anch. Cheops beendet seine Weisheitslehre mit der Einsicht in die Macht des Schicksals, das er erfolglos abzuwenden versucht hatte (Kapitel 35).

## Hintergrund
Der Roman ist inspiriert durch eine unvollendete Geschichte, die im vierten und fünften Abschnitt des Papyrus Westcar erzählt wird (1. Hälfte des 2. Jahrtausends v. Chr.). Eine Kurzfassung dieser Geschichte ist enthalten in dem Jugendsachbuch Ancient Egypt von James Baikie (1916), dessen arabische Übersetzung Miṣr al-qadīma (مصر القديمة) von Mahfuz 1932 erschienen ist.
Mahfuz hatte dem Roman eigentlich den Titel Cheops’ Weisheit (حكمة خوفو Ḥikmat Ḫūfū) gegeben. Sein Verleger Salama Moussa entschied sich jedoch aus Gründen der Publikumswirksamkeit für Spiel des Schicksals (عبث الأقدار ʿAbaṯ al-aqdār). Der Roman erschien im September 1939 als Beilage zu Moussas Kulturzeitschrift al-Maǧalla al-ǧadīda (المجلة الجديدة).
Mahfuz ging es darum, eine lebendige Geschichte zu gestalten. Das erklärt manche historische Ungenauigkeit: So gilt Djedef (Dadaf) gemeinhin als Sohn von Cheops, Pferde wurden in Ägypten erst ein Jahrtausend später durch die Hyksos eingeführt, die Hunderasse Armant entstand wohl erst im 19. Jahrhundert n. Chr., und auch Nafas Künstlerladen und sein individuell gestaltetes Papyrusporträt scheinen für die damalige Zeit wenig realistisch.
Das Nachwort der deutschen Ausgabe entspricht dem Vorwort der englischen Ausgabe von 2003, verfasst von deren Übersetzer Raymond Stock.